# LIGO
A LIGO (Laser Interferometer Gravitational-wave Observatory) egy lézer interferométerrel gravitációs hullámok megfigyelését végző csillagászati obszervatórium, mely a gravitációs hullámok első közvetlen észlelését tűzte ki célul.
A Kaliforniai Műszaki Egyetem (Caltech) és az Massachusettsi Műszaki Egyetem (MIT) közös projektje, melyet 1992-ben Kip Thorne (Caltech), Ronald Drever (Caltech) és Rainer Weiss (MIT) alapított a National Science Foundation (NSF) támogatásával. Költsége 365 millió $ (USD 2002-ben), mely az NSF legjelentősebb beruházása. Körülbelül 40 intézet 600 kutatójából álló nemzetközi tudományos együttműködés, LIGO Scientific Collaboration (LSC) keretében végzik a LIGO és egyéb detektorok adatainak kiértékelését. A kutatásban több magyar csoport is részt vett. A New York-i Columbia Egyetemen Márka Szabolcs, Márka Zsuzsa és Bartos Imre csoportja, hazánkból az Eötvös Gravity Research Group (EGRG) vezetőjének Frei Zsoltnak a kezdeményezésére alakult csoport. 

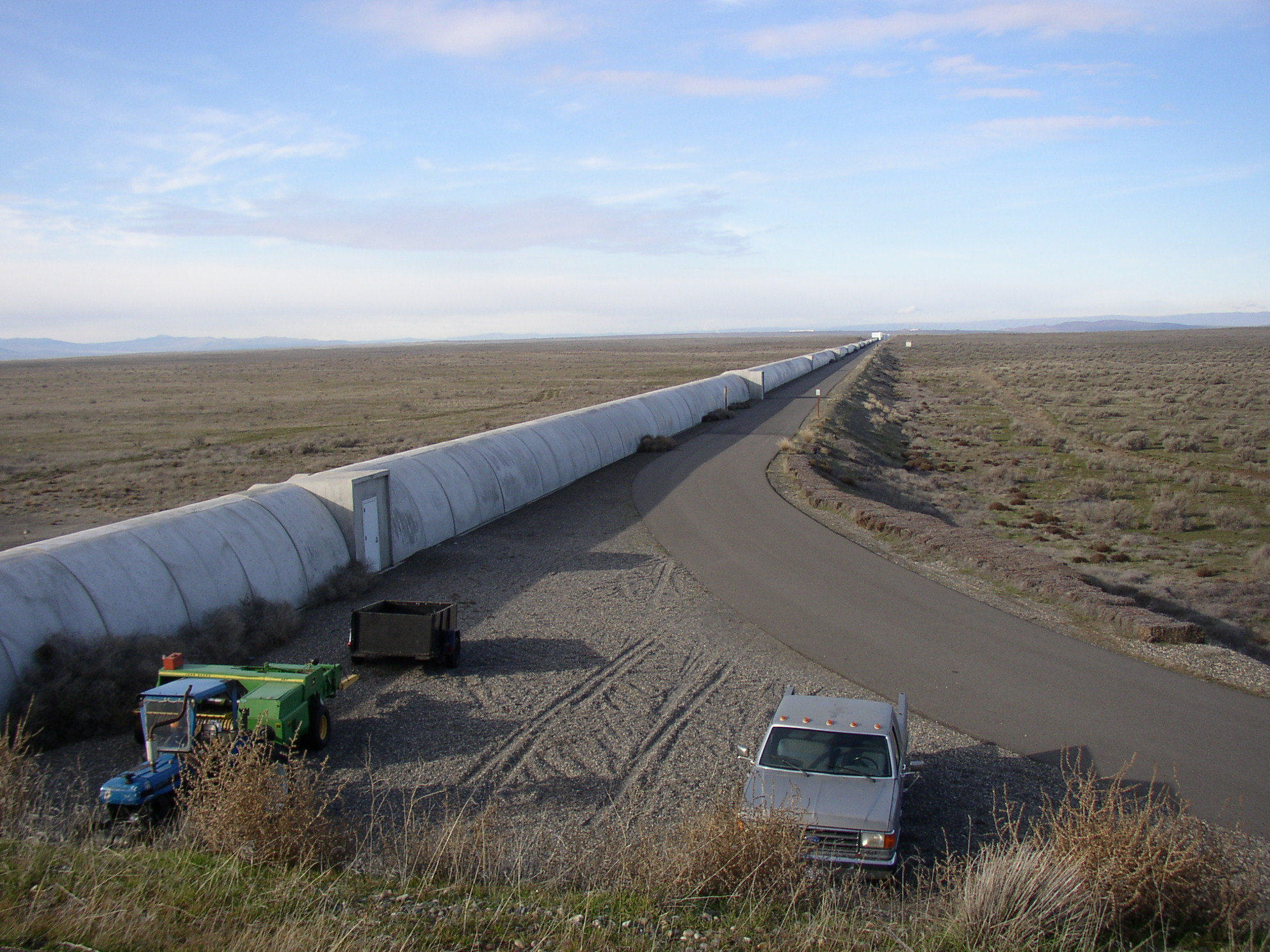
Az interferométer északi karja Hanfordban

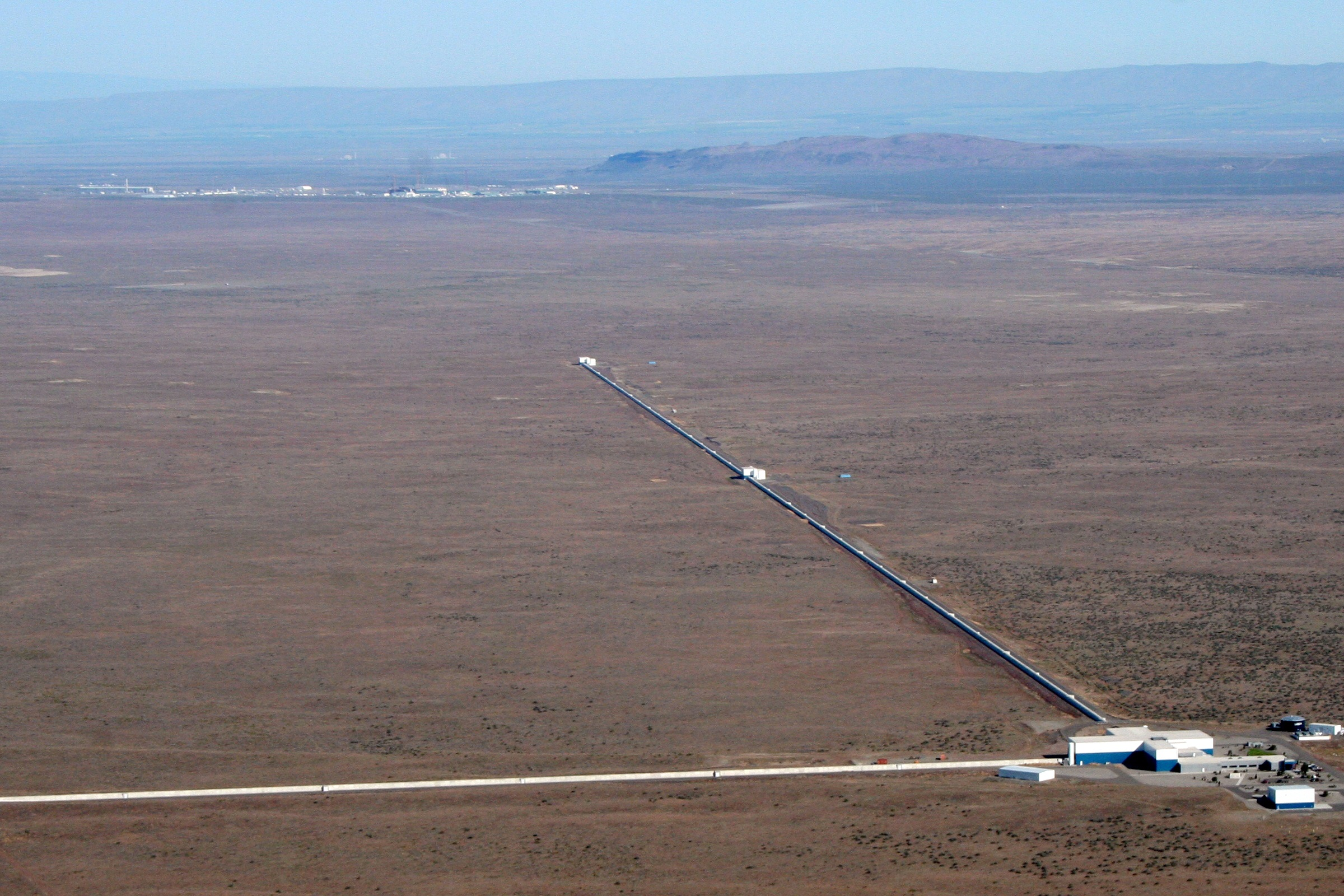
A hanfordi Ligo obszervatórium légi felvételen

A LIGO két különálló, de egy obszervatóriumként működtetett létesítményből áll egymástól 3000 kilométerre, mindkettő az Amerikai Egyesült Államok területén található, az egyik Hanfordban, Washington államban, a másik Livingstonban, Louisiana államban. A műszerek merőleges karjai négy kilométer hosszúak. A karok belsejében egy 1 méter átmérőjű cső fut, a csőben mesterségesen előállított vákuum van, amely a legerősebb vákuum, amit valaha előállítottak a Földön. A karok két végén egy-egy tükör van, a vákuumban pedig a tükrök között egy rendkívül erős lézernyaláb pattog ide-oda 400-szor. Erre a módszerre azért van szükség, mert ezáltal a karok hosszát meg tudják sokszorozni.
Az obszervatórium használatával 2015. szeptember 14-én a gyakorlatban is ki tudták mutatni a gravitációs hullámokat, amit két összeolvadó fekete lyuk keltett. Az adatok feldolgozása után 2016. február 11-én Washingtonban bejelentették, hogy közvetlen bizonyítékot találtak két fekete lyuk összeolvadása révén a téridő görbületének hullámszerűen terjedő megváltozására. Ezzel a felfedezéssel új fejezet nyílik a fizika történetében, melyben magyar kutatók csoportjai is nagy szerepet játszanak.

## A két obszervatórium
Mivel a gravitációs hullámok fénysebességgel terjednek, emiatt a két létesítmény közötti távolság megfelel egy 1 milliszekundumos időeltolódásnak a hullámok megérkezésénél. Ez az időintervallum segít meghatározni a hullám forrását. Mivel Európában is létesítettek egy Virgo nevű interferométert, neki köszönhetően még pontosabban meg lehet határozni a hullámok forrását.
Mindkét laboratórium fenntart egy L alakú vákuumrendszert, 4 km hosszan (Fabry-Pérot-üreg). Oldalanként mintegy 5 interferométer állítható fel egy vákuumrendszerben.
Az interferométert 2004-ben sikeresen továbbfejlesztették, hozzáadva a hullámszigetelést, amit aktuátorokkal oldottak meg. Ennek köszönhetően kiküszöbölték a mikro-szeizmikus rezgéseket, illetve a mesterséges zajokat (pl. városok, tömegközlekedés).

## "Advanced LIGO"
A berendezés elsődlegesen a Michelson interferométeren alapszik, ami a két 4 km hosszúságú, Gires-Tournois elaton karból áll. A lézerforrás egy 20 W-os lézersugarat bocsát ki, mely áthalad egy "energia-újrahasznosító tükörrendszeren" ("power recycling mirror"). Ez a szerkezet segít a mérés pontosításában, kiszűri a foton kibocsátásakor keletkezett zajokat ("shot-noise"), ami jelentős mennyiségben keletkezik 300 Hz fölött. A tükör teljes mértékben átengedi a lézernyalábot, és tökéletesen visszaveri azt, megközelítőleg 280-szor, megnövelve a fény intenzitását 700 W-ra. Ezek után a fénynyaláb átjut a félig áteresztő tükrön, amely két, egymásra merőleges irányra osztja. A hatékonyság érdekében a fény továbbhaladása egy Fabry-Pérot üregben történik. Ebben a fény intenzitása eléri a 100 kW-ot.
Amikor egy gravitációs hullám áthalad az interferométeren, a téridő átalakul. Annak függvényében, hogy honnan érkezik a hullám, a lézernyaláb hullámhossza megváltozik az egyik üregben, vagy akár mindkettőben. A hullámhossz változásának köszönhetően, mikor a fény visszaérkezik a detektorhoz, interferál a másik lézernyalábbal, s ez egy periodikusan halványuló, illetve erősödő képet fog eredményezni, ami már mérhető jel.
Miután mindkét lézernyaláb megtette az üregekben az útját, egymásra rakódnak azon a félig áteresztő tükrön, ami szétválasztotta őket. Alaphelyzetben a lézernyalábok interferálnak egymással, kioltva egymást, így a detektorba csak akkor érkezik fényjel, amikor már megtörtént a fáziseltolódás, vagyis átalakult a téridő.

## Külső hivatkozások
- Gravitational Waves Detected 100 Years After Einstein's Prediction , 2016. február 11.
- Két összeolvadó fekete lyuk hangja, 2016. február 11.